# Donji Šarampov
 Donji Šarampov  falu Horvátországban Zágráb megyében. Közigazgatásilag Ivanić-Gradhoz tartozik.

## Fekvése
Zágrábtól 36 km-re, községközpontjától  1 km-re délkeletre az A3-as autópálya mellett fekszik. 

## Története
A település a 16. században Ivanics várának építésével egyidejűleg keletkezett a vár délkeleti oldalán húzódó árok mellett. Neve a magyar „sorompó” főnévből ered, mely arra utal hogy mintegy első akadályként szolgált a török támadások előtt a vár irányában. Katonai közigazgatás alatt állt és amint ma is az ivanicsvári Szent Péter plébániához tartozott. Első lakói a török által megszállt területekről ide húzódott horvátok voltak. 1871-ben a varasdi katonai határőrvidék megszüntetése után a szomszédos Ivanics városi rangot kapott, Donji Šarampov pedig a szintén akkor alakult Kloštar Ivanić község alárendeltségébe került. 
1857-ben 534, 1910-ben 589 lakosa volt. Trianonig Belovár-Kőrös vármegye Križi járásához tartozott. Ivanić-Grad község megalakulásakor az 1950-es években az újonnan alakított községhez csatolták és azóta is oda tartozik. A településnek 2001-ben 656 lakosa volt. 

## Lakosság
| Lakosság változása | Lakosság változása | Lakosság változása | Lakosság változása | Lakosság változása | Lakosság változása | Lakosság változása | Lakosság változása | Lakosság változása | Lakosság változása | Lakosság változása | Lakosság változása | Lakosság változása | Lakosság változása | Lakosság változása |
| ------------------ | ------------------ | ------------------ | ------------------ | ------------------ | ------------------ | ------------------ | ------------------ | ------------------ | ------------------ | ------------------ | ------------------ | ------------------ | ------------------ | ------------------ |
| 1857               | 1869               | 1880               | 1890               | 1900               | 1910               | 1921               | 1931               | 1948               | 1953               | 1961               | 1971               | 1981               | 1991               | 2001               |
| 534                | 524                | 537                | 574                | 578                | 589                | 581                | 588                | 534                | 545                | 568                | 553                | 419                | 600                | 656                |

## Külső hivatkozások
Ivanić-Grad hivatalos oldala